# Bryant Dunston
Bryant Kevin Dunston Jr (ur. 28 maja 1986 w Kentucky) – amerykański koszykarz, posiadający także armeńskie obywatelstwo (od 2016), występujący na pozycji środkowego, obecnie zawodnik Anadolu Efes Stambuł.

## Osiągnięcia
Stan na 8 listopada 2020, na podstawie, o ile nie zaznaczono inaczej.
NCAA
- Debiutant roku konferencji Atlantic 10 (2005)[3]
- Zaliczony do:
  - I składu:
    - konferencji Atlantic 10 (2006)
    - turnieju konferencji Atlantic 10 (2006)
    - defensywnego konferencji Atlantic 10 (2008)
    - debiutantów konferencji Atlantic 10 (2005)
    - turnieju Paradise Jam (2006)

  - II składu:
    - konferencji Atlantic 10 (2005, 2007, 2008)
    - All-District (2007 według NABC)
- Lider konferencji Atlantic 10 w[4]:
  - zbiórkach (2008)
  - skuteczności rzutów z gry (2006)

Drużynowe
- Mistrz:
  - Interkontynentalnego Pucharu FIBA (2013)
  - Korei (2010)
  - Grecji (2015)
  - Turcji (2019)
- Wicemistrz:
  - Euroligi (2015, 2019[5])
  - Grecji (2014)
  - Turcji (2016)
- Zdobywca pucharu:
  - Turcji (2018)
  - prezydenta Turcji (2015)
- Finalista pucharu:
  - prezydenta Turcji (2016)
  - ligi izraelskiej (2011)
  - Włoch (2013)
  - Turcji (2017, 2019)
- Uczestnik rozgrywek EuroChallenge (2010/11)

Indywidualne
- MVP:
  - 3. kolejki Euroligi (2013/14)
  - 3. i 4. spotkania play-off Euroligi (2013/14)
- Obrońca Roku:
  - Euroligi (2014, 2015)
  - ligi greckiej (2015)
- Zaliczony do:
  - I składu ligi izraelskiej (2012)
  - II składu Euroligi (2017)
- Lider:
  - w zbiórkach ligi izraelskiej (2012)
  - w blokach:
    - Euroligi (2014, 2018)
    - Eurocupu (2011)
    - ligi:
      - włoskiej (2013)
      - koreańskiej (2009, 2010)
      - tureckiej (2017)

  - ligi włoskiej w przechwytach (2013)
  - ligi tureckiej w skuteczności rzutów z gry (2016)
- Uczestnik meczu gwiazd ligi:
  - izraelskiej (2012)
  - włoskiej (2013)
  - tureckiej (2017)

Reprezentacja
- Mistrz małych krajów Europy (2016)